# N'Dodjigu
N'Dodjigu is een gemeente (commune) in de regio Mopti in Mali. De gemeente telt 22.300 inwoners (2009).